# Illiberis formosensis
Illiberis formosensis es una especie de mariposa de la familia Zygaenidae.
Fue descrita científicamente por Strand en 1915.